# Lineáris kombináció

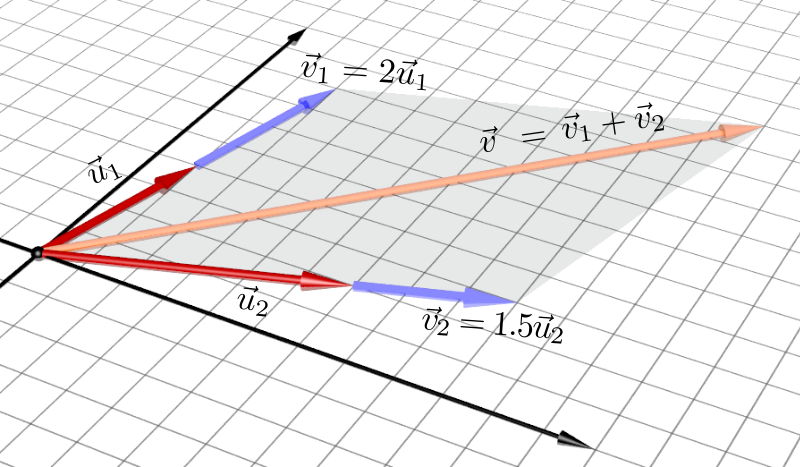
Egy lineáris kombináció. Szemléltetés paralelogrammaszabállyal

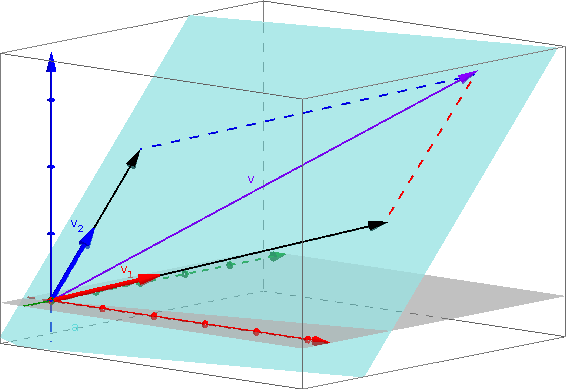
a és vektorok lineáris kombinációja. A zöld sík a két vektor lineáris burkát ábrázolja

A lineáris kombináció a lineáris algebra egyik legfontosabb fogalma. Segítségével definiálható a vektorok lineáris függetlensége, a vektorrendszerek, mátrixok rangja.

## Definíció
Legyen v1, v2, …, vn ∈ V és λ1, λ2, …, λn ∈ T, ahol T test, V pedig egy T feletti k dimenziós vektortér. V elemei vektorok, T elemei skalárok.

Ekkor a {\displaystyle \lambda _{1}\mathbf {v} _{1}+\lambda _{2}\mathbf {v} _{2}+\cdots +\lambda _{n}\mathbf {v} _{n}} ∈ V vektort a vi vektorok (λi skalárokkal képzett) lineáris kombinációjának nevezzük.

## Tetszőleges számú vektor lineáris kombinációja
Legyen K test, és legyen V vektortér K fölött. Legyen továbbá {\displaystyle (v_{i})_{i\in I}} vektorok akár végtelen halmaza. Ekkor a {\displaystyle (v_{i})_{i\in I}} vektorok lineáris kombinációi azok a {\displaystyle v=\sum _{i\in I}\lambda _{i}v_{i}} összegek, amikben véges kivétellel minden λ nulla. Tehát még akkor sem tekintünk végtelen sok elemet, ha a sor konvergens lenne.

## Alkalmazások
Az egyik alkalmazásban adva vannak a vektorok a hozzájuk tartozó vektorokkal, és ki akarjuk számítani a lineáris kombinációt. 
Példa: Adva legyenek a {\displaystyle v_{1}=\left(\!{\begin{smallmatrix}2\\5\end{smallmatrix}}\!\right),v_{2}=\left(\!{\begin{smallmatrix}3\\0\end{smallmatrix}}\!\right)} vektorok {\displaystyle \mathbb {R^{2}} }-ben, és az  {\displaystyle a_{1}=2,a_{2}=-3} együtthatók. Ekkor a lineáris kombináció {\displaystyle v=2{\begin{pmatrix}2\\5\end{pmatrix}}-3{\begin{pmatrix}3\\0\end{pmatrix}}={\begin{pmatrix}-5\\10\end{pmatrix}}}.
Egy másik alkalmazásban egy adott vektorról kell eldönteni, hogy előáll-e a megadott vektorok lineáris kombinációjaként. Az előállításhoz meg kell adni az együtthatókat, vagy bizonyítani, hogy nincsenek ilyen együtthatók. Ez egy lineáris egyenletrendszer megoldásával tehető meg.
Példa: Az {\displaystyle \mathbb {R} ^{3}} vektortérben keressük, hogy előáll-e a {\displaystyle v=\left(\!{\begin{smallmatrix}16\\-4\\3\end{smallmatrix}}\!\right)} vektor a {\displaystyle v_{1}=\left(\!{\begin{smallmatrix}3\\-2\\4\end{smallmatrix}}\!\right)} és {\displaystyle v_{2}=\left(\!{\begin{smallmatrix}2\\0\\-1\end{smallmatrix}}\!\right)} vektorok lineáris kombinációjaként. Elvégezzük a {\displaystyle v=a_{1}v_{1}+a_{2}v_{2}} helyettesítést, és megoldjuk az így előálló lineáris egyenletrendszert például Gauss-eliminációval. Megoldásként  {\displaystyle a_{1}=2} és {\displaystyle a_{2}=5} adódik. Így {\displaystyle v} előáll {\displaystyle v_{1}} és {\displaystyle v_{2}} lineáris kombinációjaként, mint {\displaystyle v=2v_{1}+5v_{2}}.

## Kapcsolódó fogalmak
Mivel az elemeket bizonyos skalárokkal össze kell szorozni, majd a szorzatokat összeadni, ezért a lineáris kombináció vektortéren értelmezhető.
Tekintünk néhány vektort; ekkor az összes lineáris kombinációjuk ismét vektorteret ad, az adott vektorok által generált vektorteret, más néven lineáris burkukat.
Ha kombinációik az egész vektorteret kiadják, akkor azok a vektorok a vektortér egy generátorrendszerét alkotják.
A nullvektor triviálisan kifejezhető lineáris kombinációként. Ez azt jelenti, hogy minden együttható nulla. Ha a nullvektor másként is előáll, akkor a lineáris kombinációban levő vektorok lineárisan összefüggők. Ha csak a triviális lineáris kombináció állítja elő a nullvektort, akkor a vektorrendszer lineárisan független.
Ha egy vektorrendszer független generátorrendszere a V vektortérnek, akkor bázisa a V vektortérnek. Egy vektortér összes bázisa ugyanannyi elemet tartalmaz; ez az elemszám a vektortér dimenziója.

## Modulusok
A testek helyett gyűrűk fölött levő modulusokban a lineáris kombináció is általánosabb jelentést kap.
Az egész számok gyűrűjében, mint önmaga fölötti modulusban is lehet lineáris kombinációt venni. Ekkor két egész szám lineáris kombinációjaként éppen a legnagyobb közös osztójuk többszörösei adódnak. Maga a legnagyobb közös osztó az euklideszi algoritmus alapján írható fel lineáris kombinációként, ahol az együtthatók negatívak is lehetnek:
{\displaystyle \operatorname {lnko} (a,b)=s\cdot a+t\cdot b.}
Az egyértelműség nem teljesül, mivel a két szám legkisebb közös többszörösének felhasználásával egy egész sorozat előállítható.
Példák:
- a 3 és az 5:

1 = 2 · 5 - 3 · 3
- a 10 és a 20:

10 = 1 · 10 + 0 · 20
- a 9 és a 15:

3 = 2 · 9 - 1 · 15
- a 9 és a 16:

1 = 4 · 16 - 7 · 9
Általában a lineáris algebrából ismert, egyszerű műveletek végrehajthatók modulusokban is, azonban nem mindig lehet megoldani egy lineáris egyenletrendszert a nem invertálható gyűrűelemek miatt.

## Speciális esetek
- Ha λi-k egyike sem negatív, akkor kúp kombinációról van szó.
- Ha mindegyikük pozitív, akkor pozitív kombinációról beszélünk.
- Ha az együtthatók összege 1, akkor az affin kombináció. Ez a fogalom modulusokra is kiterjeszthető.
- Ha a kombináció egyszerre kúp és affin kombináció, akkor konvex kombináció. Konvex kombinációk konvex kombinációja

is konvex kombináció. Egy adott halmaz összes konvex kombinációjának halmaza a halmaz konvex burka.

## Fordítás
Ez a szócikk részben vagy egészben  a   Linearkombination című német Wikipédia-szócikk fordításán alapul.  Az eredeti cikk szerkesztőit annak laptörténete sorolja fel. Ez a jelzés csupán a megfogalmazás eredetét és a szerzői jogokat jelzi, nem szolgál a cikkben szereplő információk forrásmegjelöléseként.